# Gimond (Saint-Médard)
Die Gimond ist ein kleiner Fluss in Frankreich, der im Département Loire in der Region Auvergne-Rhône-Alpes verläuft. Sie entspringt im südwestlichen Gemeindegebiet von Fontanès, entwässert generell Richtung Nordnordwest und mündet nach rund 14 Kilometern im Gemeindegebiet von Saint-Médard-en-Forez als linker Nebenfluss in die Coise.
Achtung: Nicht zu verwechseln mit dem gleichnamigen Fluss Gimond, der etwa 1 km stromaufwärts von rechts in die Coise einmündet!

## Orte am Fluss
(Reihenfolge in Fließrichtung)
- Roissieux, Gemeinde Fontanès
- Fontanès
- La Gimond
- Le Pinay, Gemeinde Aveizieux
- Chevrières
- Saint-Médard-en-Forez